# Station Georgendorf
Station Georgendorf was een spoorwegstation in de Poolse plaats Lubkowo.